# Pholcus spasskyi
Pholcus spasskyi là một loài nhện trong họ Pholcidae. Loài này được phát hiện ở Thổ Nhĩ Kỳ.